# Main du Prince
La Main du Prince (Herzogshand en allemand) est un écart de la commune de Haspelschiedt, dans le département de la Moselle.

## Histoire
Lorsqu'on quitte la ville de Bitche par la route de Wissembourg, on se dirige vers l'est à travers les installations du Camp militaire. Environ 8 kilomètres après la sortie de la ville, la tradition situe un lieu-dit appelé la Main du Prince.
L'annexe est citée dans les annales des Bénédictins de Colmar, sous l'an 1275. "Il y a dans ce hameau une grosse pierre sur laquelle on voit l'empreinte d'une main et plus loin sur une autre pierre, l'empreinte du corps d'un homme. Suivant la tradition, un prince y fut dévoré par les bêtes féroces, et on ne retrouva de son corps qu'une main." Il se trouvait là une pierre dans laquelle avait été sculptée une main humaine avec l'inscription "Main du Prince 1547". Cette pierre portait en outre les lettres I H W, qui représentaient sans doute un monogramme du Christ puisque le H était surmonté d'une croix. D'autres mains taillées dans le grès des rochers voisins pouvaient se voir de part et d'autre de la route.
Avant de rechercher l'origine de la coutume qui se plaît à reproduire en ce même endroit l'image invariable d'une main humaine, disons tout de suite que les marques actuelles datent de 1864. Ce qu'il y a de significatif, c'est la continuité avec laquelle on refait depuis des siècles les mêmes signes dans la pierre en cet endroit. Il semble que l'on se trouve en présence d'une double source historique. Nous savons par le Waltharielied qu'il y eut un sanglant combat dans la forêt entre Walter d'Aquitaine d'une part, le roi Gunther de Worms et son vassal Hagen de Tronje d'autre part. Au cours de la mêlée, Walter perdit une main alors que les autres combattants étaient affligés de blessures diverses.
D'autres précisions nous sont fournies par l'histoire du duché de Lorraine. Elle nous apprend qu'en plein Moyen Âge, vers la fin du XIIIe siècle, le duc de Lorraine Ferry III eut la main emportée dans ce lieu où son armée fut battue par Bouchard d’Avesnes, évêque de Metz, avec lequel le prince était toujours en guerre. La main du prince tomba sur un rocher et y laissa son empreinte. En dépit de ses blessures, le prince parvint tout de même à se dégager et son cheval l'entraîna jusqu'à Stürzelbronn. Là, vidé de son sang et à bout de forces, il serait tombé et aurait été achevé par un soldat ennemi. Les Lorrains auraient alors porté le corps de leur chef au sommet de la montagne pour l'y enterrer.
Cette partie de la forêt s'appelle d'ailleurs encore de nos jours Herzogs-Koerper, (en français le corps du Prince), et l'on y accède par le sentier dit "Chemin du Prince". Il s'y trouvait jadis une pierre tombale avec un personnage masculin. Très dégradée par les intempéries et le vandalisme de certains irresponsables, la pierre est conservée au musée de la Citadelle de Bitche. L'hypothèse d'un combat assez dur en cet endroit, combat auquel aurait pris part Ferry III de Lorraine, peut être prise en considération. Quant à la mort du Duc au cours de ce combat, la chose n'est pas possible puisque le même homme ne décède que dix ans plus tard, le 31 décembre 1313 en sa bonne ville de Nancy, et sera inhumé dans l'abbaye de Beaupré.

## Toponymie
Anciennes mentions : das herzogenhand en 1592, Handfürst en 1745, Hertzogshand (cartes allemandes). 

Traduction du germanique herzog "duc" + hand "main". "d'après une grosse pierre portant une empreinte de main et une empreinte de corps d'homme".